# New York Film Critics Circle Awards 2015
La 81ª edizione della cerimonia dei New York Film Critics Circle Awards, annunciata il 2 dicembre 2015, si è tenuta il 4 gennaio 2016 ed ha premiato i migliori film usciti nel corso del 2015.

## Vincitori

### Miglior film
- Carol, regia di Todd Haynes

### Miglior regista
- Todd Haynes - Carol

### Miglior attore protagonista
- Michael Keaton - Il caso Spotlight (Spotlight)

### Miglior attrice protagonista
- Saoirse Ronan - Brooklyn

### Miglior attore non protagonista
- Mark Rylance - Il ponte delle spie (Bridge of Spies)

### Miglior attrice non protagonista
- Kristen Stewart - Sils Maria (Clouds of Sils Maria)

### Miglior sceneggiatura
- Phyllis Nagy - Carol

### Miglior film in lingua straniera
- Timbuktu, regia di Abderrahmane Sissako • Mauritania

### Miglior film di saggistica
- In Jackson Heights, regia di Frederick Wiseman

### Miglior film d'animazione
- Inside Out, regia di Pete Docter e Ronnie del Carmen

### Miglior fotografia
- Edward Lachman - Carol

### Miglior opera prima
- László Nemes - Il figlio di Saul (Saul fia)

### Menzione speciale
- Ennio Morricone